# اللغة الألمانية العليا الوسطى
اللغة الألمانية العليا الوسطى (بالألمانية: Mittelhochdeutsch) في اللسانيات هي الهيئة والشكل التي كانت عليها اللغة الألمانية في العصور الوسطى العليا، والتي يقدر أن تكون في الفترة بين سنتي 1050 و 1350.
تطورت اللغة الألمانية العليا الوسطى من اللغة الألمانية العليا القديمة، وتطورت إلى اللغة الألمانية العليا الحديثة المبكرة.